# ワシントンホテル (藤田観光)
ワシントンホテル (Washington Hotel) は、藤田観光株式会社が日本全国に展開しているビジネスホテルチェーンの名称（ブランド名）である。藤田観光における事業名は、「ワシントンホテルチェーン」。ワシントンホテルプラザなどを展開するワシントンホテル株式会社とは過去に提携関係にあったが、現在は完全に分離している。
したがって、ワシントンホテルとワシントンホテルプラザの経営主体は別の会社である。
本項では、藤田観光グループが運営するその他のホテルについても記載している。

## 概要
藤田観光直営によるビジネスホテル「ワシントンホテル」の第一号は、1973年（昭和48年）に札幌市に開業した「札幌第一ワシントンホテル」である。一方、ワシントンホテルとしての一号店は、その4年前の1969年（昭和44年）、名古屋国際ホテル株式会社によって名古屋に出店されたものであった。
ワシントンホテルチェーンは当初、藤田観光直営のホテルとそれ以外のものも一律の「ワシントンホテルチェーン」として全国展開していたものの、1997年（平成9年）2月にはそれまでワシントンホテル株式会社（名古屋国際ホテル株式会社から改称）が展開していたワシントンホテル群が「ワシントンホテルプラザ」に改称して分裂した。しかし、その後も両者は緩やかに提携、「ワシントングループホテルズ」と称して両チェーンを一覧できるウェブサイトを用意し、会員カードである「ワシントンカード」の共用を続けるなどしていた。そして、2012年（平成24年）2月末には藤田観光のワシントンホテルでのワシントンカードの使用が無効となり、両者は名実共に完全分離することとなった。しかし、2020年の新型コロナウィルスの感染拡大に伴うホテル需要の大幅減少を背景に再び提携。2020年8月より、ワシントンホテル運営の「宿泊ネット」にWHGホテルズの22ホテルが加盟し、藤田観光側に関してもシステムの刷新が完了し次第ワシントンホテルの運営施設が予約可能になる。2025年3月31日を以て契約満了し、提携は再度終了した。
藤田観光が経営するワシントンホテルは2012年（平成24年）現在で全国に30店舗あり、2013年（平成25年）には仙台駅前（仙台ワシントンホテル）と広島市（広島ワシントンホテル）が開業した。2015年（平成27年）春に開業予定の新宿駅東口（当初の仮称: 新宿東宝ビルワシントンホテル）は、上級ブランドのホテルグレイスリー新宿に変更された。
「ビジネスホテル御三家」として、サンルート、東急インと共に数えられる。

## 沿革
- 1973年（昭和48年） - 札幌第1ワシントンホテル開業[2]。
- 1980年（昭和55年） - 宇都宮ワシントンホテル[2]、秋葉原ワシントンホテル開業[2]。
- 1981年（昭和56年） - 札幌第2ワシントンホテル開業[2]。
- 1982年（昭和57年） - 長崎ワシントンホテル[2]、仙台第2ワシントンホテル開業[2]。
- 1983年（昭和58年） - 新宿ワシントンホテル開業[2]。
- 1985年（昭和60年） - 新潟ワシントンホテル開業[2]。
- 1987年（昭和62年） - 秋田ワシントンホテル [2] （現イーホテル秋田アネックス及びホテルメルディア秋田）、千葉ワシントンホテル開業[2]。
- 1988年（昭和63年） - 沖縄ワシントンホテル開業[2]。
- 1990年（平成2年） - 藤田観光ワシントンホテル旭川[2]、横浜伊勢佐木町ワシントンホテル開業[2]。
- 1992年（平成4年） - 福井ワシントンホテル開業[2]。
- 1996年（平成8年） - キャナルシティ・福岡ワシントンホテル開業[注 2][2][2]。
- 1998年（平成10年） - 浦和ワシントンホテル開業[2]。
- 1999年（平成11年） - 東京ベイ有明ワシントンホテル開業[2]。
- 2000年（平成12年） - 関西エアポートワシントンホテル[2]、横浜桜木町ワシントンホテル開業[2]。
- 2005年（平成17年） - 立川ワシントンホテル開業。
- 2006年（平成18年） - 札幌ワシントンホテル改装開業[2]、銀座ワシントンホテル開業[2]。
- 2007年（平成19年） - 新潟（3月）・札幌第2（5月）・秋田（8月）ワシントンホテル閉鎖。
- 2008年（平成20年） - 宇都宮（1月）・仙台（2月）ワシントンホテル閉鎖。秋葉原（3月）が建て替えのため一時休業。札幌ワシントンホテル、銀座ワシントンホテルを「ホテルグレイスリー」ブランドに転換（10月）[2]。
- 2010年（平成22年） - 秋葉原ワシントンホテル改装開業[2]。
- 2012年（平成24年） - 藤田観光のメンバー制度見直しに伴い、ワシントンカードの取り扱いを終了（2月）。沖縄ワシントンホテル閉鎖（7月）。
- 2013年（平成25年） - 八戸第2ワシントンホテル閉鎖（6月）。八戸第1ワシントンホテルを八戸ワシントンホテルに改称（7月）。
- 2016年（平成28年） - 鶴岡ワシントンホテル閉鎖（8月)[8]。
- 2017年（平成29年） - 八戸ワシントンホテルが旧八戸第2ワシントンホテルに移転（4月）。木更津ワシントンホテル開業（10月)。
- 2018年（平成30年） - 藤田観光ワシントンホテル旭川閉鎖（9月）。
- 2019年（平成31年） - 青森ワシントンホテル閉鎖（3月）[9]・千葉ワシントンホテル閉鎖（10月）[10]・長崎ワシントンホテル閉鎖（12月）。
- 2021年（令和3年）- 横浜伊勢佐木町ワシントンホテル閉鎖（12月）[11]。関空泉大津ワシントンホテルリブランド開業（12月）。

## ワシントンホテル一覧

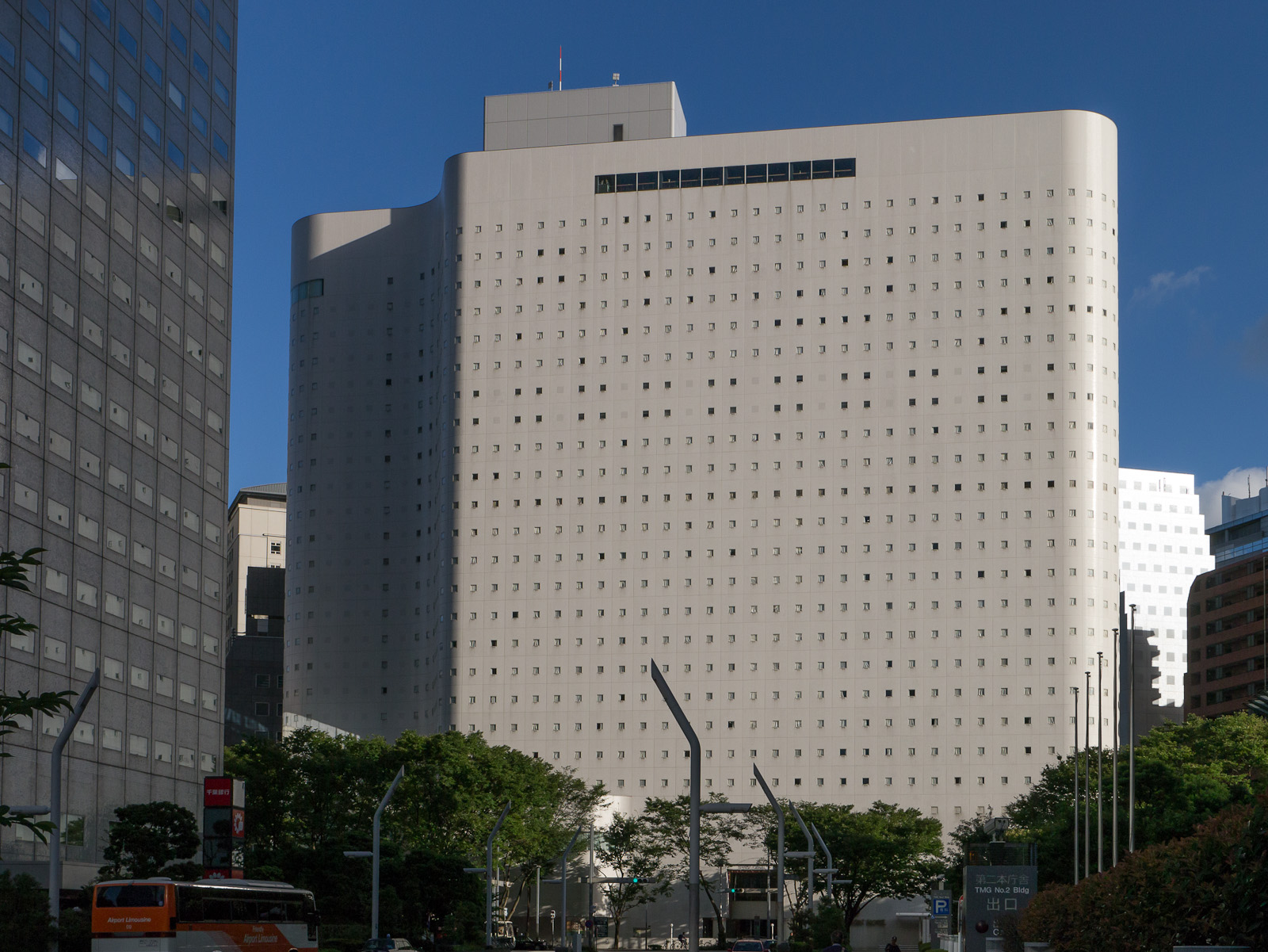
新宿ワシントンホテル
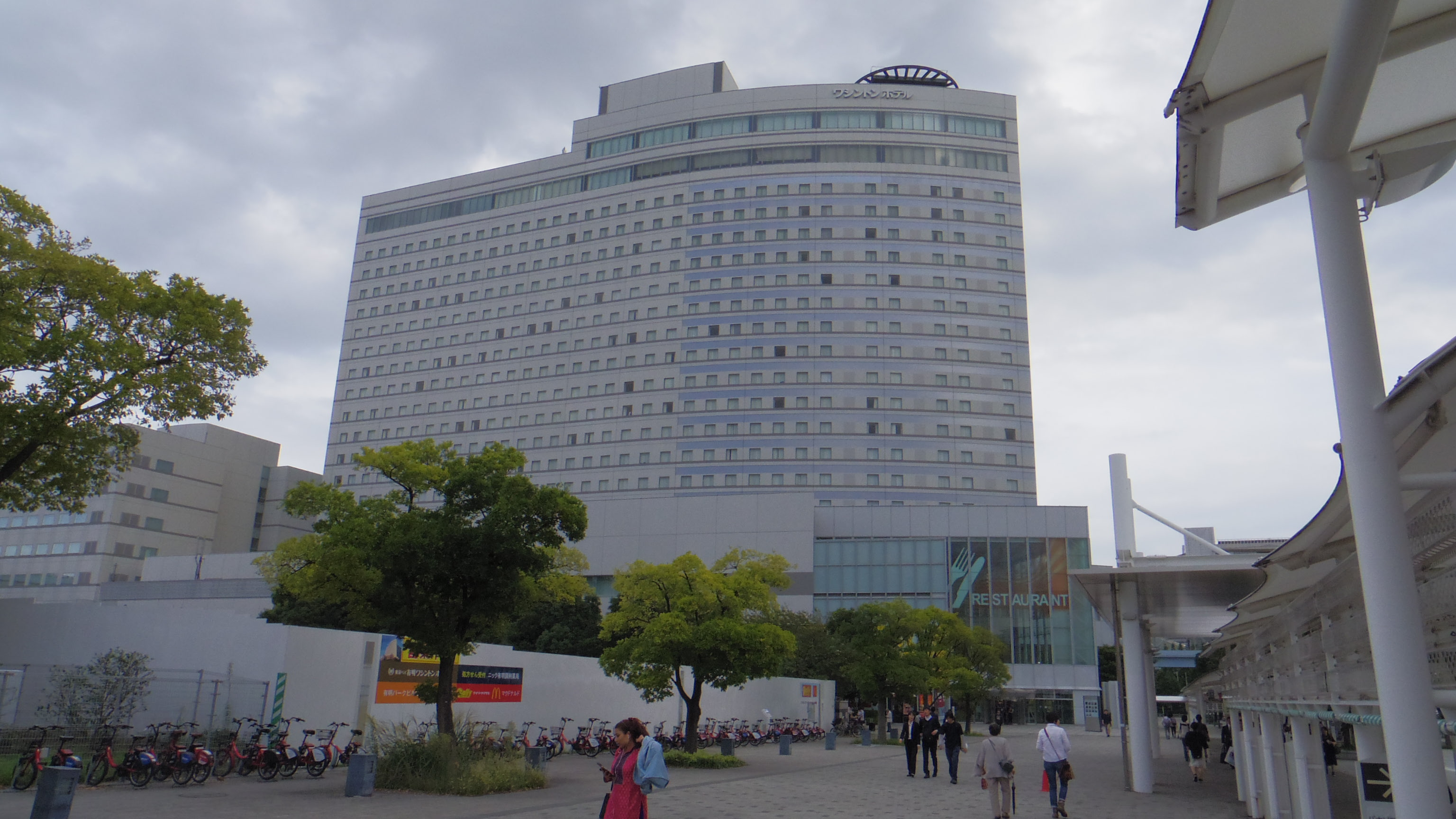
東京ベイ有明ワシントンホテル
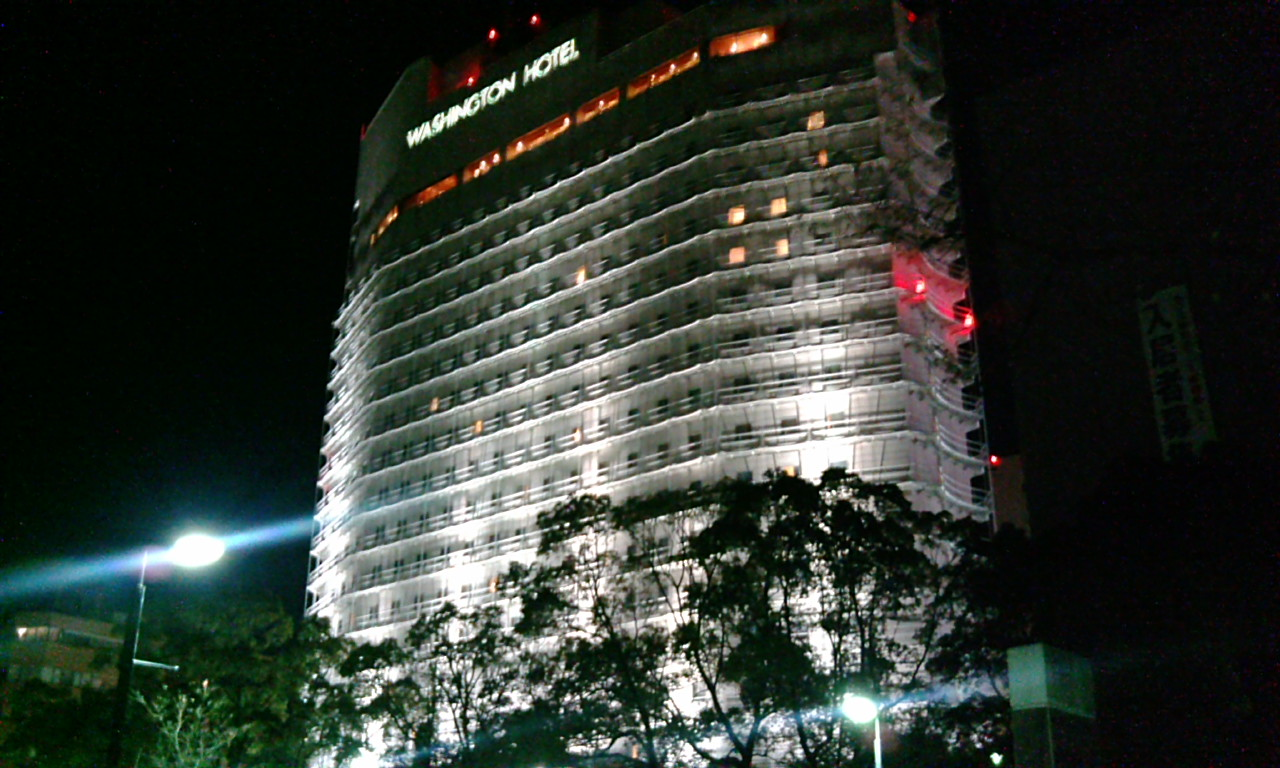
横浜伊勢佐木町ワシントンホテル
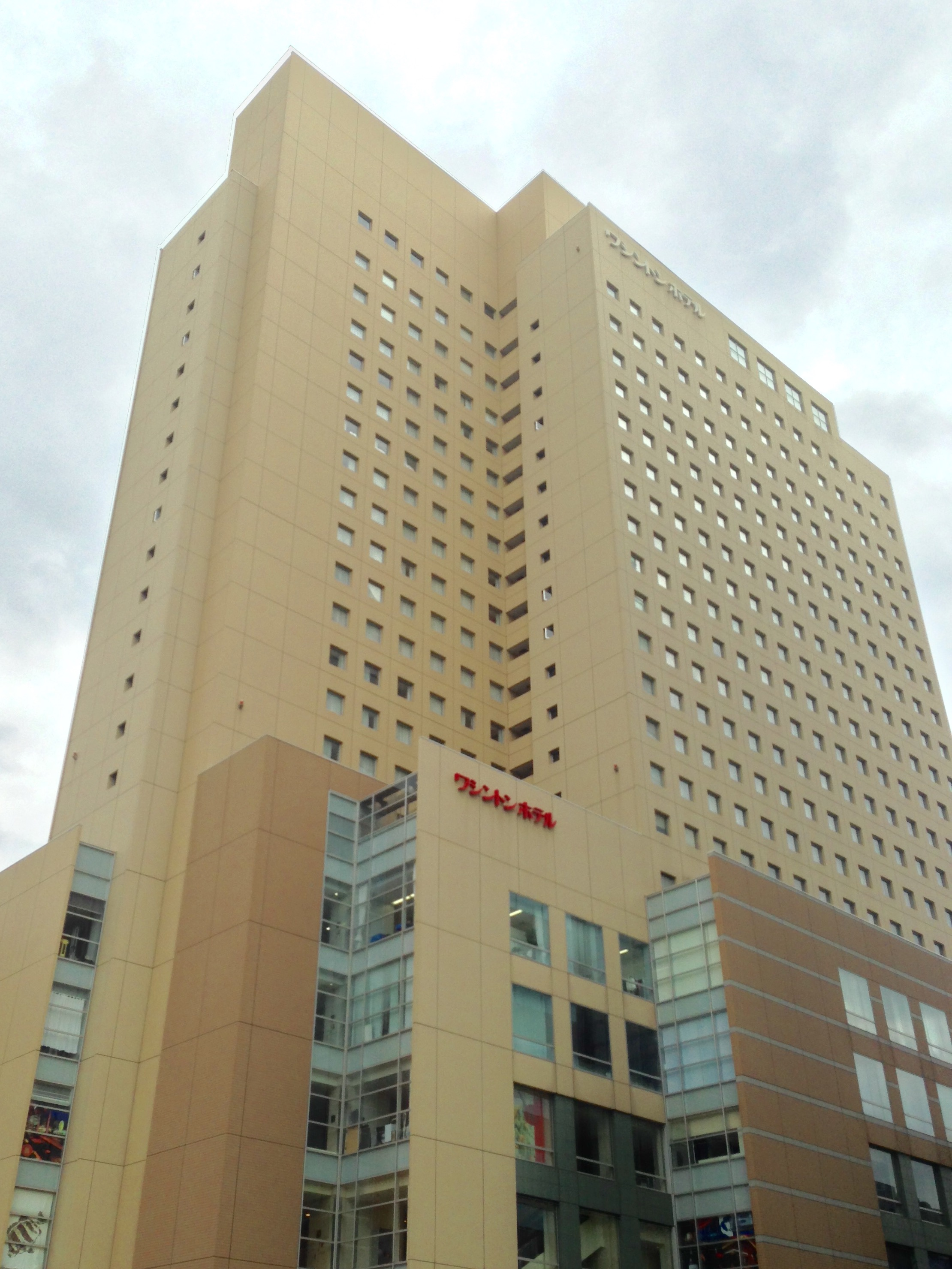
横浜桜木町ワシントンホテル
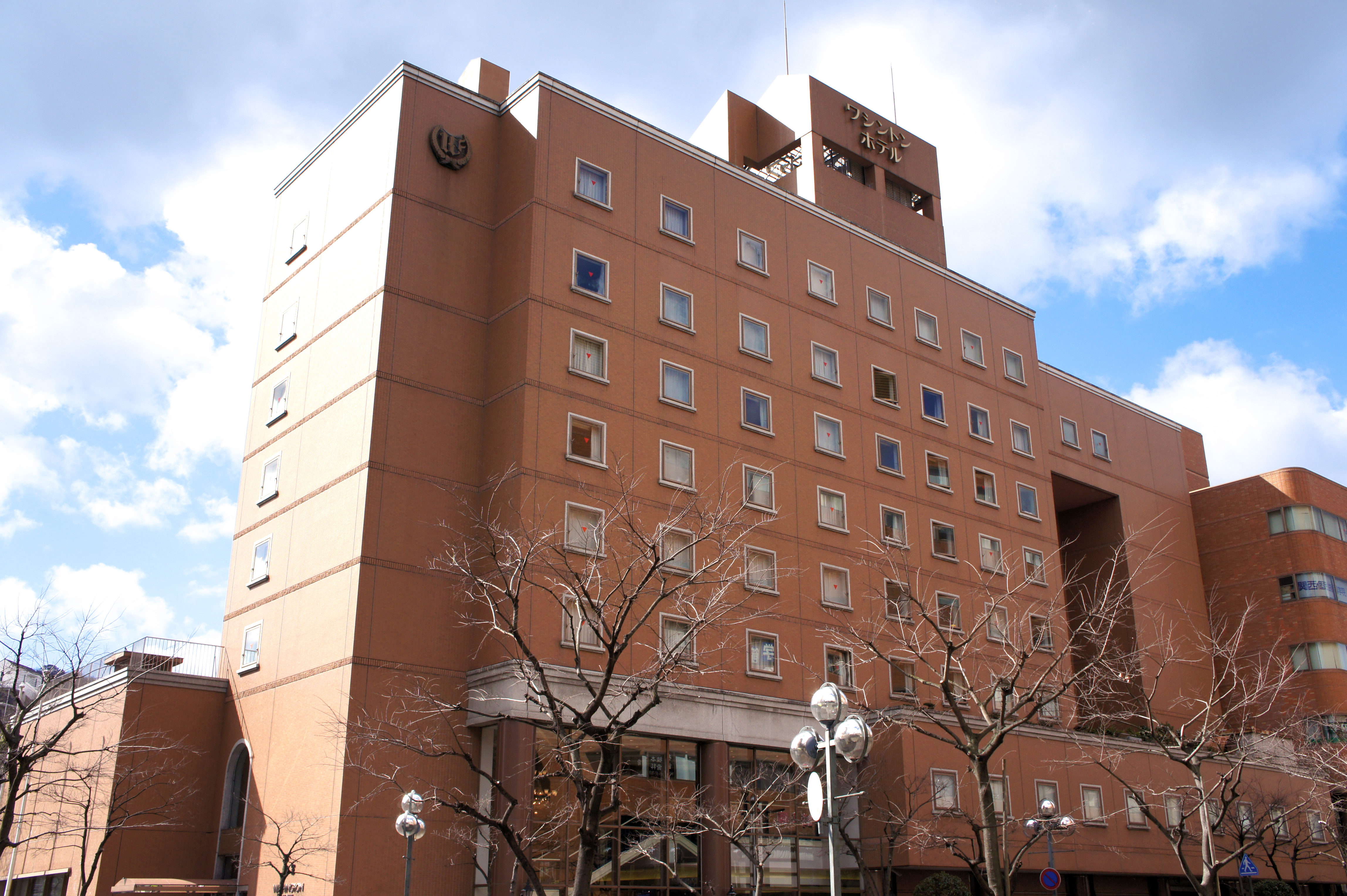
宝塚ワシントンホテル

## 藤田観光が経営するその他のホテル
- ホテルフジタ福井 - 2009年に「福井ワシントンホテル」から転換。名称として「ホテルフジタ」を冠するが、藤田観光における扱いは「ワシントンホテルチェーン」と同等[12]で、後述のホテルグレイスリーと共に「WHGホテルズ」の一角を成している[13]。
- ホテル椿山荘東京

- ホテルグレイスリー（札幌、銀座、田町、新宿、浅草、京都三条、大阪なんば、那覇、ソウル、台北）[14] - ワシントンホテルよりも上級のビジネスホテル・チェーン。当初から「ホテルグレイスリー」として建設された第一号は2008年（平成20年）開業の「ホテルグレイスリー田町」[2]。2018年にはソウルワシントンホテル以来となる海外店の「ホテルグレイスリーソウル」、2021年には「ホテルグレイスリー台北」を開業。

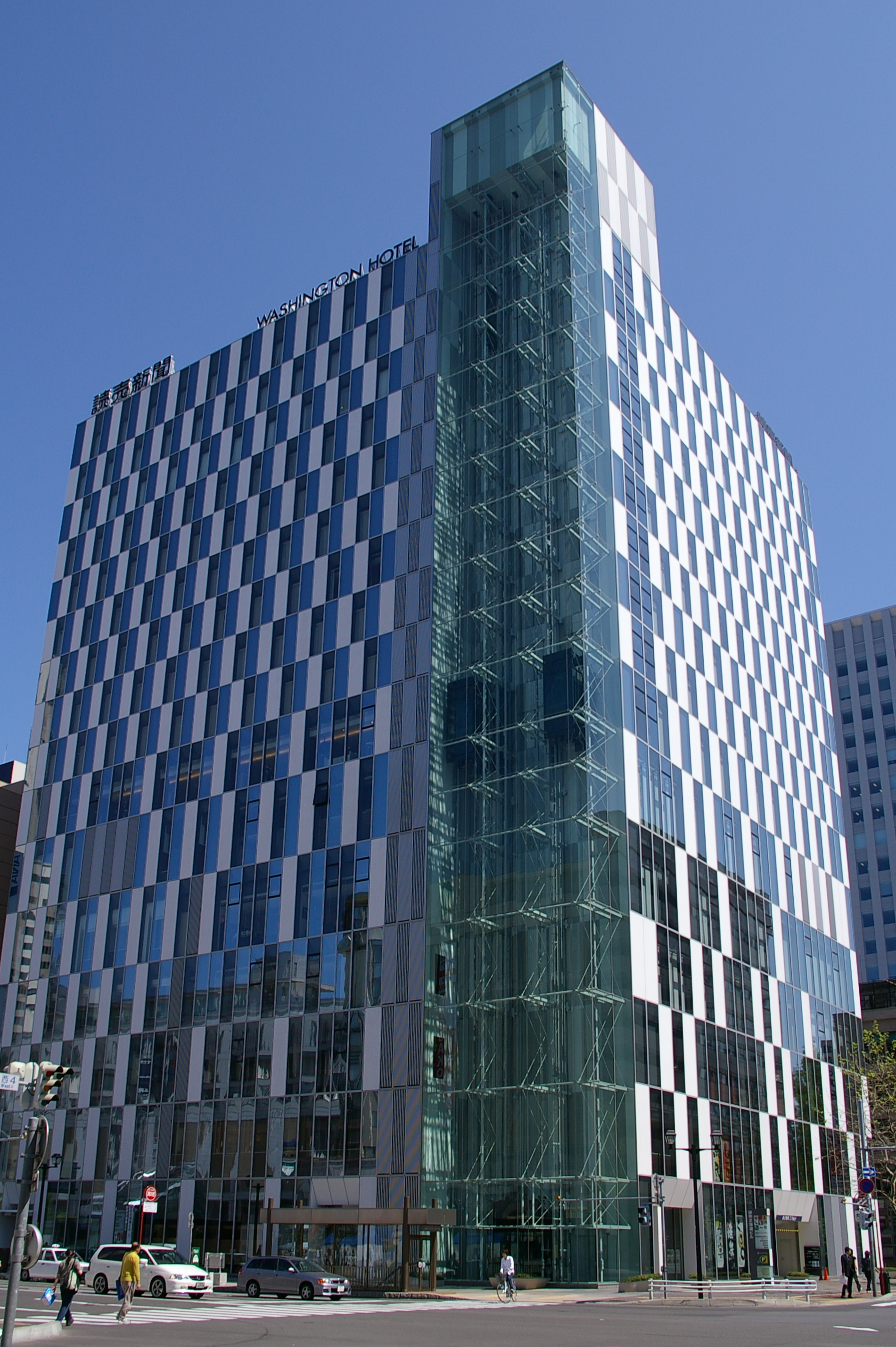
ホテルグレイスリー札幌（読売北海道ビル内に入居）
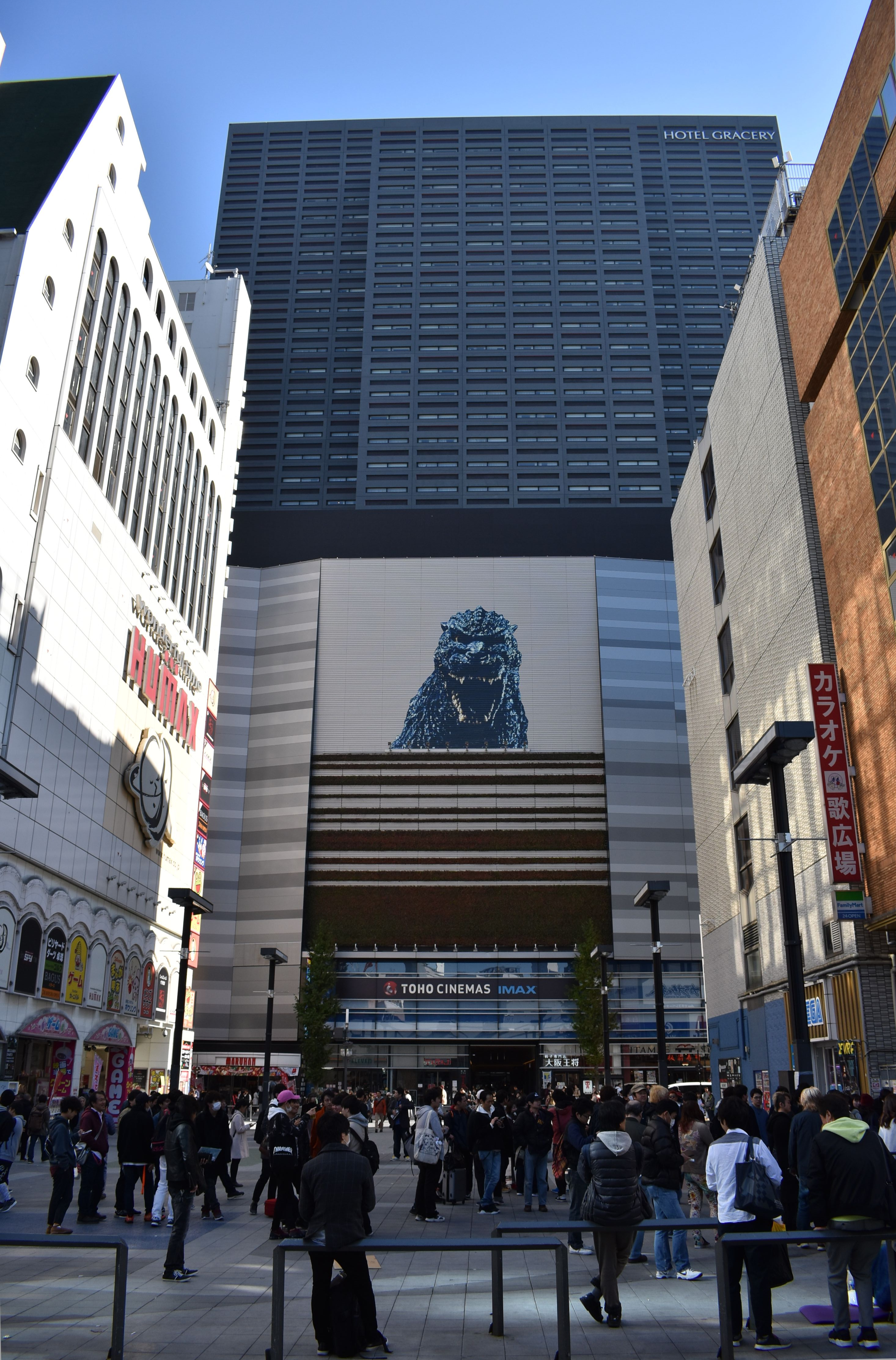
ホテルグレイスリー新宿（2018年11月25日撮影）

- ホテルタビノス - AIコンシェルジュ「TAVINOSHIORI(タビノシオリ)」の導入や日本が世界に誇る"MANGA"をモチーフにした部屋などを採用した新スタイルトラベルハブホテル。浅草と浜松町、京都（京都銀行が建設した河原町支店ビル3～10階に入る）[15]、の3か所。

上記のうちワシントンホテル、ホテルグレイスリー、ホテルフジタ、ホテルタビノスの4ブランドでWHGホテルズを成している。

## 過去に存在したホテル
北海道
- 札幌第1ワシントンホテル（1号店。読売新聞東京本社が元々不動産を所有しており、読売新聞東京本社北海道支社との「海道ビル」への建て替えに伴い2004年夏に閉鎖（休業）。2006年に「札幌ワシントンホテル」として開業後、2007年10月にグレイスリーにリブランドしている。）
- 札幌第2ワシントンホテル（明治安田生命保険との賃借契約満了に伴い2007年5月に閉鎖・取り壊し。2010年三井ガーデンホテル開業）
- 帯広ワシントンホテル（現：アパホテル帯広駅前）
- 藤田観光ワシントンホテル旭川（現：ホテルウィングインターナショナル旭川駅前 1990年の開業時点で既にワシントンホテルチェーン（当時）と無関係の「旭川ワシントンホテル」（のちにスマイルホテル旭川、2024年12月からTabist旭川ステーションホテル[16]）が存在したため、旭川ワシントンホテルと同系列の美瑛町「白金温泉パークヒルズ」を藤田観光の会員組織と提携し福利厚生にも用いる、旭川ワシントンホテルの関連会社と酒類取引をするといった条件で藤田観光を冠した名義での営業で合意に至った[17]。）

東北
- 青森ワシントンホテル（2019年3月18日でFC契約終了。同日付でマイステイズ・ホテル・マネジメントの運営する「アートホテル青森」として再出発）
- 八戸第2ワシントンホテル（2013年6月末にFC契約終了に伴い閉鎖したが、2017年4月から旧第1の工事に伴い十三日町の旧第1を移転する形で復活。）
- 秋田ワシントンホテル（現：イーホテル秋田アネックス及びホテルメルディア秋田）
- 北上ワシントンホテル（ホテルニューヴェール北上に改称、2009年4月閉鎖、現在「クレヨンタワー」）
- 山形ワシントンホテル（現在のものとは別）
- 鶴岡ワシントンホテル（現：アパホテル山形鶴岡駅前）
- 天童ワシントンホテル（現：天童リッチホテル ルート13）
- 福島ワシントンホテル（1980年に福島ワシントンホテルとして開業[18]。2000年に福島リッチホテルに名称を変更[18]。春好観光（京都市）により福島リッチホテル東口駅前として運営されることになったが、老朽化のため、2024年2月26日に閉店することになった[18]。）
- 仙台第1ワシントンホテル（2002年閉鎖。跡地はマンション）
- 仙台第2ワシントンホテル（第1閉鎖後は「仙台ワシントンホテル」→アークホテル仙台を経て2018年4月1日閉鎖。[19]）（2013年に開業した仙台ワシントンホテルとは別）

関東・新潟
- 横浜伊勢佐木町ワシントンホテル（現：チサン ホテル 横浜伊勢佐木町）
- 横須賀ワシントンホテル（1983年に売却し、ホテルセントラーザ横須賀へ改称。）
- 成田エアポートワシントンホテル（当初「成田ホテルフジタ」として開業。2006年にイシン・ホテルズ・グループが買収後、2007年に自社ブランドの「成田ポートホテル」へ改称。その後2013年にストライダーズに売却され、「成田ゲートウェイホテル」と改名）
- 宇都宮ワシントンホテル（旧下野新聞社本社跡地（下野新聞ビル）。2008年1月31日営業終了。後継テナントとして地場系の「ホテル丸治」の手がける「ザ・セントレ宇都宮」が同年6月に開業）
- 新潟ワシントンホテル（ソラーレ ホテルズ アンド リゾーツが買収し、「新潟チサンホテル＆コンファレンスセンター」へ改称）
- 千葉ワシントンホテル（2019年10月営業終了[10]。同年12月、ワシントン・コンドミニアム傘下の「ザ コージーホテル千葉」としてリブランド[20]）
- 佐渡リゾートワシントンホテル

関西
- ホテルフジタ京都 - 1970年開業[2]、2011年1月営業終了[21]。跡地は「ザ・リッツ・カールトン京都」となる。
- 京都国際ホテル[22] - 1961年開業[2]、2014年12月営業終了。跡地は「ホテル ザ 三井 京都」となる[23]。
- ホテルフジタ奈良[24] - 1983年開業[2]、2020年12月営業終了。

中国
- 福山ワシントンホテル（現：ホテルグランティア福山）
- 松江ワシントンホテル（現：ホテルルートイン松江）

九州・沖縄
- 長崎ワシントンホテル（2019年12月22日営業終了）
- 沖縄ワシントンホテル（2012年7月4日にFC契約終了。阪急阪神ホテルズと提携し、「東京第一ホテル那覇シティリゾート」へ改称。その後提携解消、現在は「スマイルホテル那覇シティリゾート」）

大韓民国
- ソウル・済州島ワシントンホテル